# 小牙潘納石首魚
小牙潘納石首魚為輻鰭魚綱鱸形目鱸亞目石首魚科的其中一種，分布印度中西太平洋區，包括印度、斯里蘭卡、印尼、越南、泰國、新加坡、馬來西亞、柬埔寨、汶萊等海域，體長可達30公分，棲息在沿岸海域及河口，可做為食用魚。